# Uno dopo l'altro (album)
Uno dopo l'altro è il sesto album del cantante napoletano Tony Colombo, del 2000.

## Tracce
1. Nun si chella
2. T'aggia crescere
3. Piccerè
4. Si indispensabile
5. Cuore
6. Canto pe chiesta gente
7. A primma vota
8. Da Napoli a Milano
9. Voglio na storia cu tte
10. Faie sempe tarde